# قرار مجلس الأمن التابع للأمم المتحدة رقم 794
```
قرار مجلس الأمن التابع للأمم المتحدة رقم 794
، المتخذ بالإجماع في 3 كانون الأول / ديسمبر 1992، بعد إعادة تأكيد القرارات 
733
 (1992)، 
746
 (1992)، 
751
 (1992)، 
767
 (1992) 
و775
 (1992)، «[أعرب] عن انزعاج شديد» فيما يتعلق بالحالة في 
الصومال
، وأذن بتشكيل فرقة العمل الموحدة لتهيئة«بيئة آمنة لعمليات 
الإغاثة الإنسانية
 في الصومال» من أجل توفير«الضروريات للسكان المدنيين». وقد نص القرار الحالي على أن «حجم المأساة الإنسانية التي سببها الصراع في الصومال، والتي تفاقمت بسبب العقبات التي تعترض توزيع المساعدة الإنسانية [تشكل] تهديدًا للسلم والأمن الدوليين».
[
1
]
```

وأدان المجلس مرة أخرى بشدة انتهاكات القانون الإنساني الدولي وطالب بوقف جميع الأعمال العدائية من جميع الأطراف المعنية، وحثهم على التعاون مع الممثل الخاص للأمين العام بطرس بطرس غالي والجيش، بما في ذلك السماح بوصول العسكريين والمنظمات الإنسانية إلى السكان المتضررين وضمان سلامتهم. كما سمح بنشر إضافي لـ 3500 فرد من عملية الأمم المتحدة في الصومال التي تم إنشاؤها بموجب القرار 775 في الصومال وإبلاغها بأنه ينبغي المضي قدمًا وفقًا لتقدير الأمين العام.
ومضى القرار لتأييد توصية من الأمين العام بضرورة اتخاذ إجراء بموجب الفصل السابع من ميثاق الأمم المتحدة ورحب بالعروض المقدمة من الدول الأعضاء بشأن إنشاء عملية لتهيئة بيئة آمنة للعمليات الإنسانية، والتي أصبحت فيما بعد المعروفة باسم فرقة العمل الموحدة. في وقت تقريره، لم يتم حل مشكلة نزع السلاح والأمن. وأذن المجلس للدول الأعضاء باتخاذ مثل هذا الإجراء، وعين لجنة مخصصة مؤلفة من أعضاء مجلس الأمن لتقديم تقرير عن تنفيذ القرار الحالي.
وبموجب الفصل السابع والفصل الثامن، حث المجلس الدول والوكالات على ضمان التنفيذ الصارم لحظر الأسلحة المفروض على الصومال بموجب القرار 733. انتهى القرار بمطالبة الدول المشاركة في فرقة العمل الموحدة والأمين العام بتقديم تقارير منتظمة عن التقدم المحرز في الصومال بحيث يمكن إعادة الترتيبات إلى عملية الأمم المتحدة الثانية في الصومال.
في غضون أيام من تمرير القرار، في 9 ديسمبر 1992، وصلت أولى قوات فرقة العمل الموحدة إلى العاصمة الصومالية مقديشو. كان أول قرار لمجلس الأمن يصرح باستخدام القوة بموجب الفصل السابع لإيصال المساعدات الإنسانية التي كان أمراء الحرب يعرقلونها، ورابع اشتباك عسكري كبير منذ الحرب الباردة، عقب غزو الكويت، ونشر قوات حفظ السلام في كمبوديا ونشر مزيد من قوات حفظ السلام في يوغوسلافيا.

## روابط خارجية
- نص القرار في undocs.org